# Nelson, British Columbia
Nelson är en ort i Kanada.   Den ligger i provinsen British Columbia, i den södra delen av landet, 3 100 km väster om huvudstaden Ottawa. Nelson ligger 541 meter över havet och antalet invånare är 9 813. Den ligger vid sjön Kootenay Lake.
Terrängen runt Nelson är bergig åt nordväst, men åt sydost är den kuperad. Nelson ligger nere i en dal. Trakten runt Nelson är nära nog obefolkad, med mindre än två invånare per kvadratkilometer.. Det finns inga andra samhällen i närheten.
I omgivningarna runt Nelson växer i huvudsak barrskog.